# Орландо

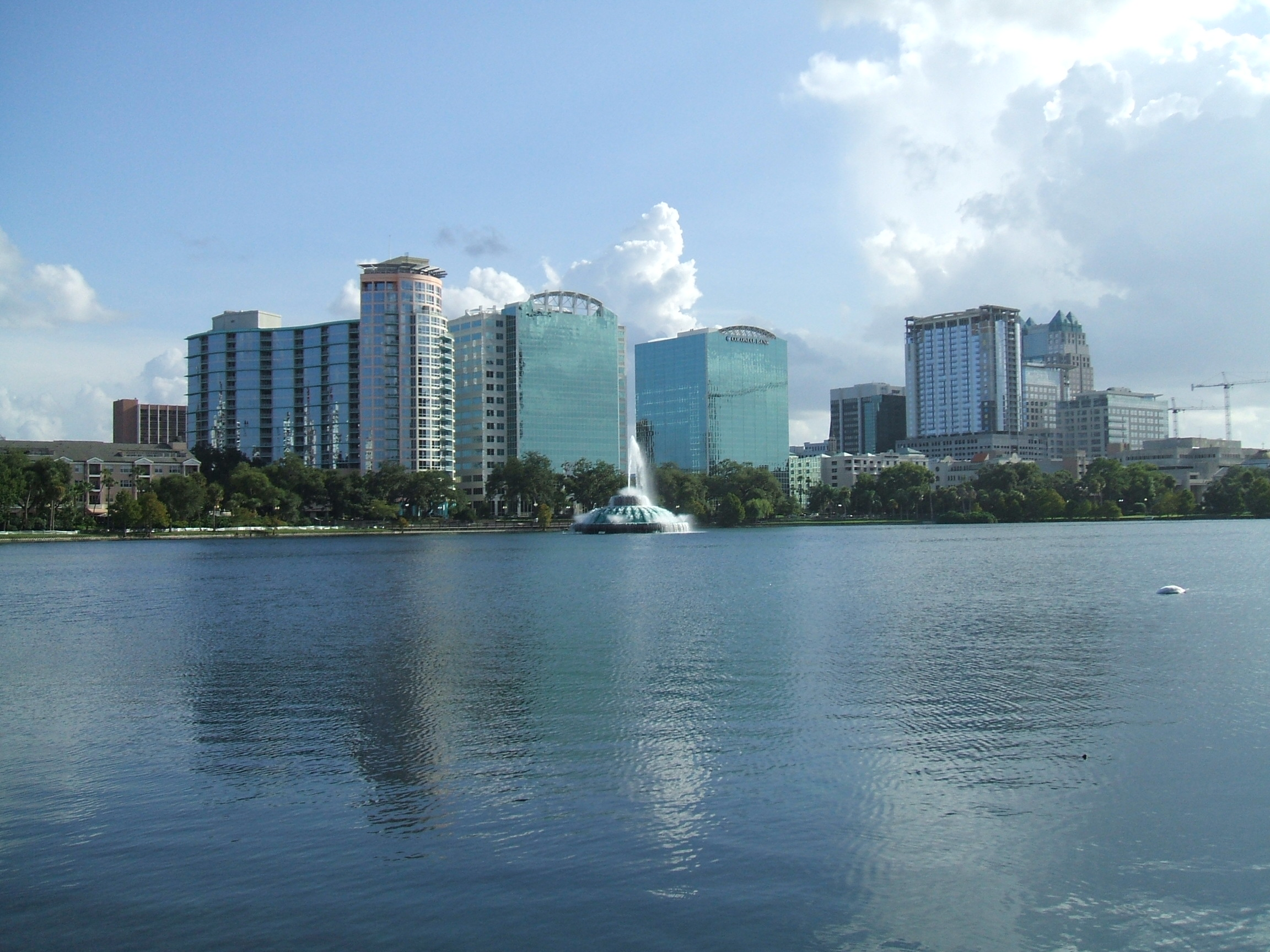

Орландо (англ. Orlando) — місто (англ. city) в США, в окрузі Орандж у центрі штату Флорида на Флоридському півострові. Населення — 307 573 особи (2020). П'яте за чисельністю населення місто у Флориді. За населенням агломерації у 2 082 421 особа та конурбації Орландо-Делтона-Дейтона-Біч 2 747 614 осіб (2009 рік) посідає третє місце на Флориді після Маямі та Тампи.
Розташовано на плато серед численних озер за 68 км на захід від Атлантичного океану й 124 км на схід від Мексиканської затоки.

## Історія
Утворене 1875 року й розвивалося як центр головного цитрусового регіону США. Історично Орландо будувалося біля озера Іола.

## Географія
Орландо розташоване за координатами 28°24′57″ пн. ш. 81°17′55″ зх. д. / 28.41583° пн. ш. 81.29861° зх. д. (28.415886, -81.298750). За даними Бюро перепису населення США в 2010 році місто мало площу 286,67 км², з яких 265,20 км² — суходіл та 21,47 км² — водойми.

### Клімат
Середньодобова температура липня — +28 °C, січня — +16 °C. Щорічних опадів 1228 мм з дощовим сезоном у червні-вересні. Орландо відстоїть від узбережжя, що зменшує силу ураганів й збитків від них. Найшкідливим за історії Орландо буд ураган Донна 1960 року.
| Клімат Орландо          | Клімат Орландо | Клімат Орландо | Клімат Орландо | Клімат Орландо | Клімат Орландо | Клімат Орландо | Клімат Орландо | Клімат Орландо | Клімат Орландо | Клімат Орландо | Клімат Орландо | Клімат Орландо | Клімат Орландо |
| Показник                | Січ.           | Лют.           | Бер.           | Квіт.          | Трав.          | Черв.          | Лип.           | Серп.          | Вер.           | Жовт.          | Лист.          | Груд.          | Рік            |
| Абсолютний максимум, °C | 31             | 32             | 33             | 36             | 38             | 38             | 38             | 38             | 37             | 35             | 32             | 32             | 38             |
| Середній максимум, °C   | 21,8           | 23,3           | 25,6           | 28,1           | 31,2           | 32,6           | 33,2           | 33,1           | 31,9           | 29,2           | 25,8           | 22,7           | 28,2           |
| Середній мінімум, °C    | 9,6            | 11,1           | 13,2           | 15,6           | 19,1           | 22,2           | 23,1           | 23,3           | 22,6           | 19,1           | 14,8           | 11,3           | 17,1           |
| Абсолютний мінімум, °C  | −7             | −3             | −4             | 3              | 9              | 16             | 18             | 18             | 13             | 6              | −2             | −7             | −7             |
| Норма опадів, мм        | 59.7           | 60.5           | 95.8           | 65             | 87.6           | 192.5          | 184.7          | 181.1          | 153.9          | 83.8           | 55.1           | 65.5           | 1285.2         |
| ----------------------- | -------------- | -------------- | -------------- | -------------- | -------------- | -------------- | -------------- | -------------- | -------------- | -------------- | -------------- | -------------- | -------------- |

## Демографія
Згідно з переписом 2010 року, у місті мешкало 238 300 осіб у 102 521 домогосподарстві у складі 53 854 родин. Густота населення становила 831 особа/км². Було 121254 помешкання (423/км²).
Расовий склад населення:
| - 57,6 % — білих - 28,1 % — чорних або афроамериканців - 3,8 % — азіатів - 0,4 % — корінних американців - 0,1 % — вихідців з тихоокеанських островів - 6,8 % — осіб інших рас |

До двох чи більше рас належало 3,4 %. Частка іспаномовних становила 25,4 % від усіх жителів.
За віковим діапазоном населення розподілялося таким чином: 21,9 % — особи молодші 18 років, 68,7 % — особи у віці 18—64 років, 9,4 % — особи у віці 65 років та старші. Медіана віку мешканця становила 32,8 року. На 100 осіб жіночої статі у місті припадало 94,7 чоловіків; на 100 жінок у віці від 18 років та старших — 92,0 чоловіків також старших 18 років.
Середній дохід на одне домашнє господарство становив 59 616 доларів США (медіана — 42 318), а середній дохід на одну сім'ю — 68 738 доларів (медіана — 48 498). Медіана доходів становила 38 965 доларів для чоловіків та 35 496 доларів для жінок. За межею бідності перебувало 20,2 % осіб, у тому числі 31,7 % дітей у віці до 18 років та 16,0 % осіб у віці 65 років та старших.
Цивільне працевлаштоване населення становило 136 006 осіб. Основні галузі зайнятості: мистецтво, розваги та відпочинок — 20,9 %, освіта, охорона здоров'я та соціальна допомога — 19,0 %, науковці, спеціалісти, менеджери — 14,9 %, роздрібна торгівля — 12,6 %.

## Туризм

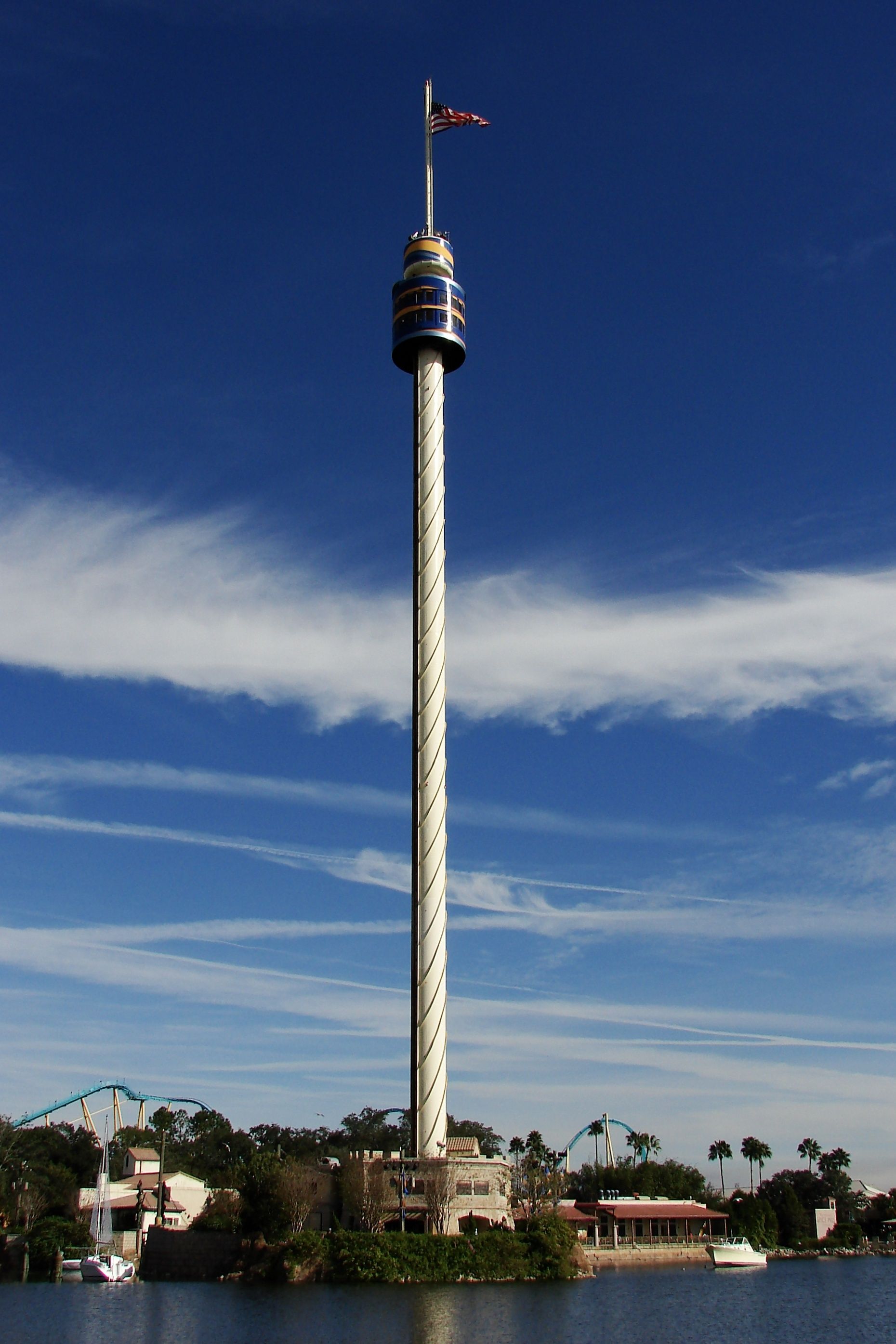
СіВорлд Орландо оглядова башта

Орландо є великим туристичним центром з його Юніверсал Орландо Різортом й СіВорлд Орландо. За 34 км на південний захід від центра Орландо у передмісті Лейк-Буена-Віста розташований парк Волт Дісней Ворлд. Місто всесвітньо відоме парком-курортом Волт Дісней Ворлд різорт (англ. Walt Disney World Resort). Місто є третім найвідвідуваним туристичним місцем у ЗДА.
Місто перетворилося на туристичний центр у 1970-их роках. З 1980-их років почалося посилене зростання, яке продовжується й дотепер.

## Господарство
В Орландо Lockheed-Martin має велике виробництво ракетних систем, космічних приладів й наукові підрозділи. У метрополії Орландо також розміщені дослідницькі офіси й лабораторії KDF, General Dynamics, Harris, Mitsubishi Power Systems, Siemens, Veritas/Seagate, USAF, відділення тренувальних систем військово-морських і військово-повітряних сил (NAWCTSD), академія Delta Connection, Авіаційний університет Ембрі-Ріддл GE, Агенція моделювання і симуляції військово-повітряних сил (AFAMS), виконавчий офіс програми симуляції, тренування й інструментації (PEO STRI) сухопутних військ, центр симуляції й тренувальних технологій сухопутних військ (STTC), AT&T, Boeing, CAE Systems Flight & Simulation Training, Hewlett-Packard, Інститут симуляції й тренування, Національний центр симуляції, Northrop Grumman, Raytheon Systems.
Недалеко від Орландо розташовані військово-повітряна база Патрик, військово-повітряна станція Кейп-Канаверал, космічний центр Кеннеді, морський порт Канаверал.
У Орландо розташована штаб-квартира Darden Restaurants, що є найбільшою за доходом ресторанною мережею і власником Red Lobster та Olive Garden.
У Орландо розташований Університет Центральної Флориди з майже 54 тисячами студентів, що є одним з найбільших у ЗДА.

## Спорт
В Орландо є одна професійна спорткоманда: «Орландо Меджик» (англ. Orlando Magic) — член Національної баскетбольної асоціації.

## Персоналії
- Одрі Лонґ (1922—2014) — американська акторка англійського походження
- Веслі Снайпс (*1962) — американський актор, продюсер, майстер бойових мистецтв.

## Міста-побратими
- Вальядолід (ісп. Valladolid), Іспанія (2006)
- Гуілін (桂林), Китайська Народна Республіка (1986)
- Куритиба (порт. Curitiba), Бразилія (1996)
- Монтеррей (ісп. Monterrey), Мексика (2001)
- Оренбурзька область, Росія (1997)
- Рейк'янесбаїр (ісл. Reykjanesbær), Ісландія (1997)
- Сен-е-Марна (фр. Seine-et-Marne), Франція (2002)
- Тайнан (臺南), Тайвань (2001)
- Ураясу (浦安市), Японія (1991)